# Durchgangslager 121 Pruszków

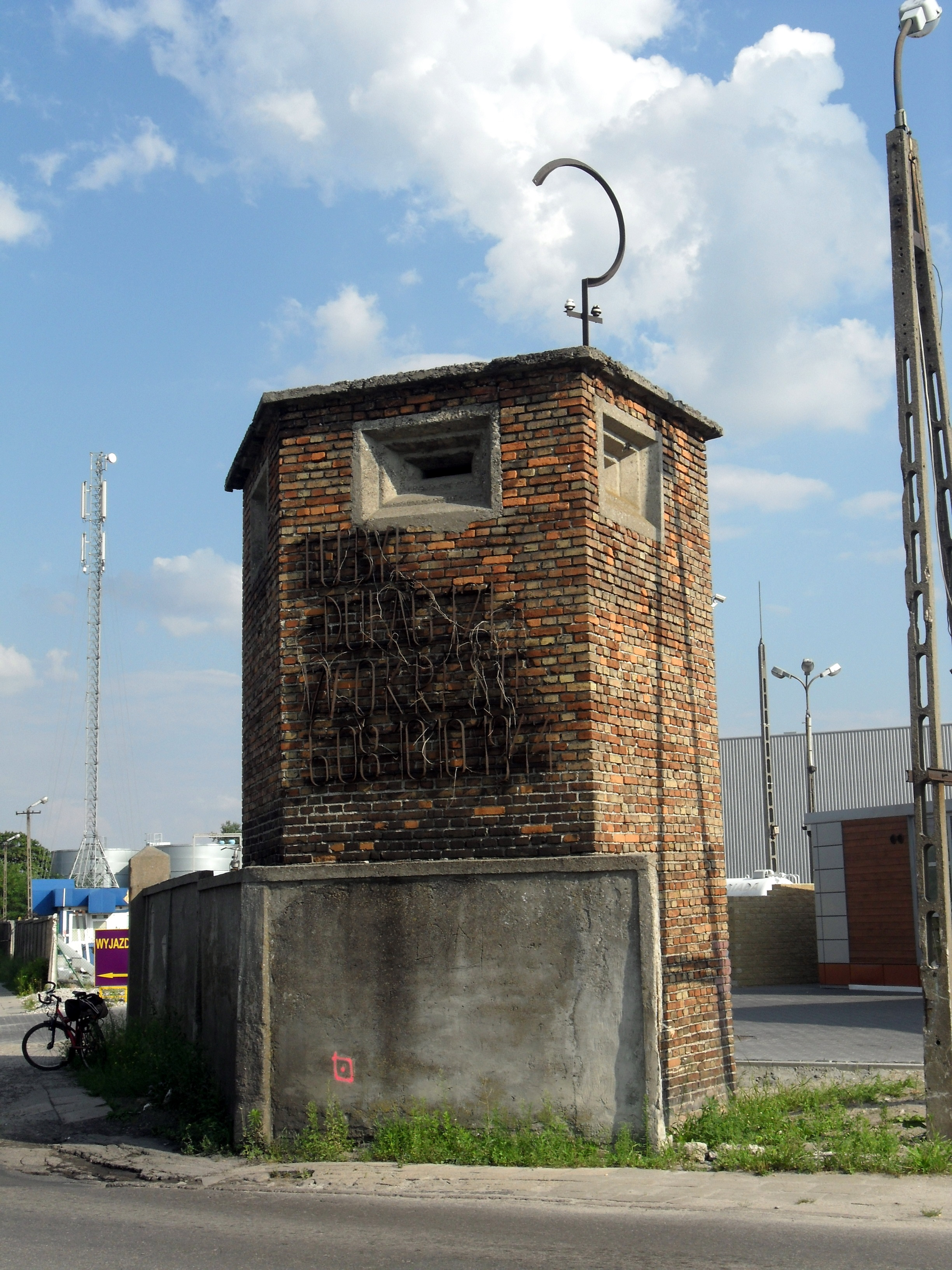
Wachturm II mit Segment der Betonmauer im Norden des Durchgangslagers, heute an der ul. Broniskiego

Das Durchgangslager 121 (Dulag 121) in Pruszków war während der Besetzung Polens in der Zeit des Zweiten Weltkriegs ein Durchgangslager für die während und nach dem Warschauer Aufstand vertriebene Warschauer Bevölkerung. Die Zivilisten wurden von hier zur Zwangsarbeit in das Deutsche Reich, in verschiedene Vernichtungslager oder in südliche Gebiete des Generalgouvernements verschickt. Zwischen 550.000 und 650.000 Menschen wurden innerhalb weniger Monate durch das Dulag 121 geschleust.

## Geschichte
Die Entstehung von Dulag 121 steht in Verbindung mit der Niederschlagung des Warschauer Aufstandes und der folgenden Zerstörung der Stadt Warschau durch deutsche Truppen.

### Warschauer Aufstand
Am 1. August 1944 begann die Polnische Heimatarmee den bewaffneten Kampf gegen die deutschen Besatzungstruppen in Warschau. Nach 63 Tagen kapitulierten die Aufständischen in aussichtsloser Lage. Am 5. August 1944 hatte SS-Obergruppenführer Erich von dem Bach-Zelewski das Oberkommando zur von Hitler befohlenen Niederschlagung des Aufstands übernommen. Am selben Tag wurden Massenexekutionen an der Zivilbevölkerung (Frauen, Kinder und Alte) eingestellt; am 12. August auch solche an Männern. Vielmehr sollten nunmehr geeignete Zwangsarbeitskräfte unter der aus der Stadt (und anliegender Ortschaften) zu deportierenden Bevölkerung gefunden werden. Dazu musste außerhalb der Stadt ein Durchgangslager geschaffen werden, in dem die entsprechende Selektion durchgeführt werden konnte.

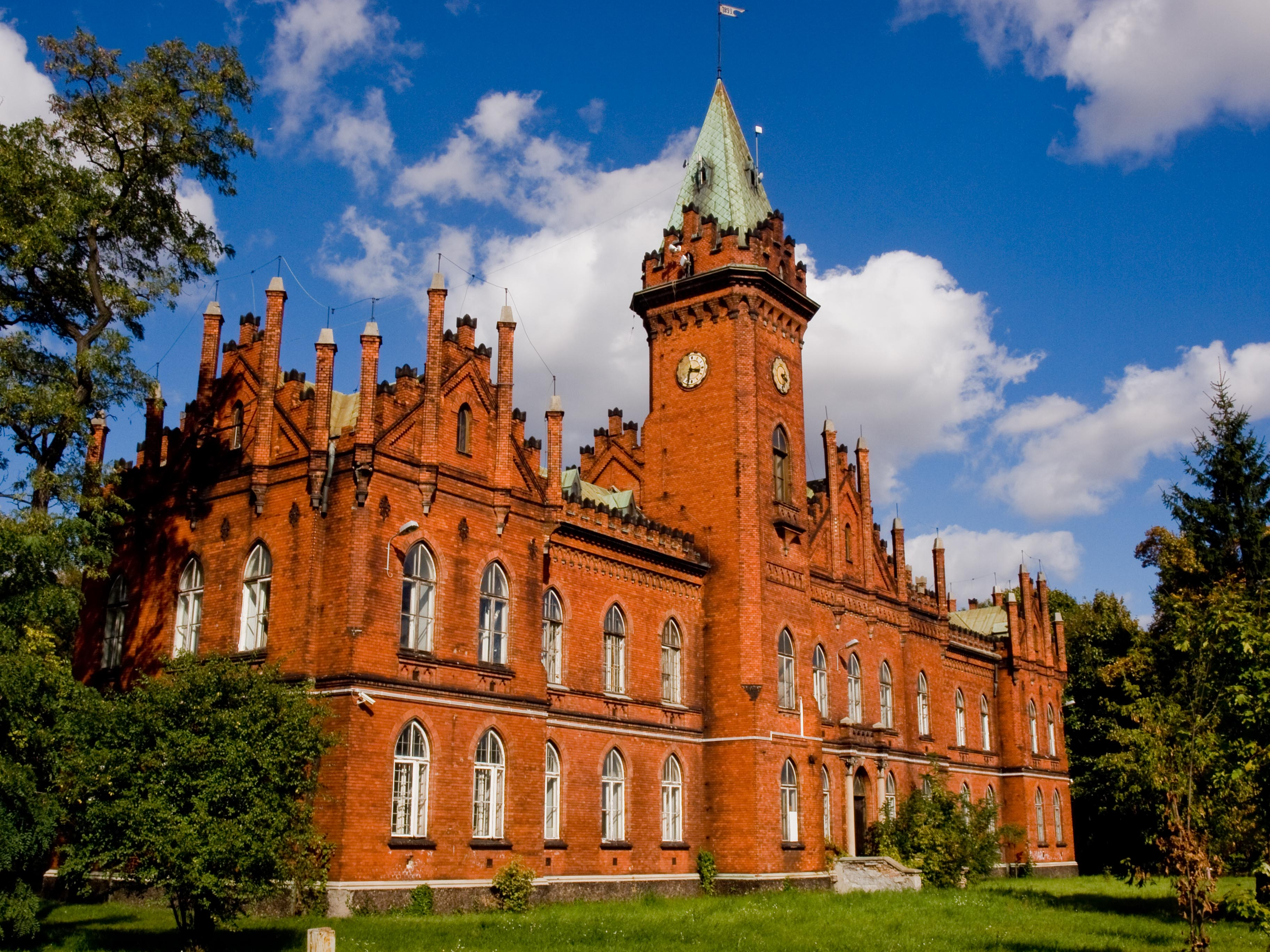
Direktionsgebäude der ZNTK

In der Stadt Pruszków rund 10 Kilometer südwestlich der Warschauer Stadtgrenze befand sich das Gelände der vormaligen Eisenbahnwerkstätten ZNTK – Zakłady Naprawcze Taboru Kolejowego an der Bahnlinie nach Skierniewice. Dieses rund 50 Hektar große Industriegebiet war 1897 geschaffen worden; vor dem Krieg waren hier rund 1300 Arbeiter für Instandsetzungsarbeiten der staatlichen polnischen Eisenbahn PKP beschäftigt. Nach der Besetzung durch deutsche Truppen wurden auf der Anlage zunächst Soldaten der polnischen Armee gefangengesetzt. Ende 1939 wurde das Betriebsgelände von der deutschen Ostbahn übernommen, die hier die Ostbahnausbesserungswerke unterhielten. Bis 1941 wurde es auch als Arbeitslager für jüdische Gefangene genutzt. Die Anlage verfügte deshalb bereits über eine Mauer und Wachtürme. Aufgrund des Vormarsches der Roten Armee wurden die Werkstätten ab Juni 1944 nicht mehr betrieben, Maschinen waren demontiert worden. Das Areal bot sich als Standort für ein Durchgangslager an.

### Errichtung von Dulag 121
Das Durchgangslager wurde am 5. August 1944 unter der Bezeichnung Dulag 121 Eisenbahnwerkstätten Pruszków als zentrale Anlaufstelle für die Evakuierung der Bevölkerung von Warschau errichtet. Zunächst war das Lager der SS und der deutschen Gendarmerie unterstellt, ab dem 11. August 1944 übernahm die Wehrmacht die Verantwortung für den Betrieb. Das örtliche Arbeitsamt war an den Selektionen beteiligt. Im Lager wurde ein Büro der Gestapo unterhalten. Der deutsche Stadtkommissar (Komisarz Miasta) von Pruszków, Walter Bock, beauftragte am 6. August den städtischen Hauptfürsorgerat (RGO – Rada Główna Opiekuńcza) mit der Organisation der Versorgung für die Insassen. Im Lager wurden rund 100 Wehrmachtssoldaten sowie mehrere Dutzend sowjetische Kriegsgefangene eingesetzt.
In den ersten Tagen unterstand das Lager dem SA-Oberführer Stephan sowie dem Leiter des örtlichen Arbeitsamtes, SS-Sturmbannführer August Polland. Am 11. August wurde der Oberst der Wehrmacht Kurt Sieber zum Lagerkommandanten ernannt; er befasste sich vorwiegend mit der Lagersicherheit und der Versorgungslogistik. Über das Schicksal der Häftlinge entschieden sein Stellvertreter, der Leiter der im Lager stationierten SS-Einheit, SS-Sturmbannführer Gustav Diehl, sowie dessen Mitarbeiter, SS-Untersturmführer Wetke. Als Chefarzt des Lagers war seit dem 12. August 1944 der Stabsarzt Adolf König eingesetzt, seine Stellvertreter waren der Wehrmachtsarzt Peter Klenner und kurzzeitig der Unterarzt Tössman. Im November 1944 wurde König durch Herbert Weigel als Chefarzt ersetzt. Das polnische medizinische Personal wurde von den polnischen Ärzten Kazimierz Szupryczyński und Julia Bielecka, dem russischen Mediziner Anikiejew sowie der Hebamme Jadwiga Kiełbasińska geleitet. Die Lagerküche, die vom RGO betrieben wurde, unterstand Maria Ewa Bogucka. Kazimiera Drescher war die Leiterin der Übersetzer. Da sie Insassen unter Missachtung von Vorschriften zur Entlassung verhalf, wurde sie am 16. September 1944 in das KZ nach Auschwitz eingewiesen.
Der erste Transport von Zivilisten (aus dem Warschauer Stadtteil Wola) erreichte das Lager am 7. August 1944 nach einem 15 Kilometer langen Fußmarsch.

### Betrieb des Durchgangslagers

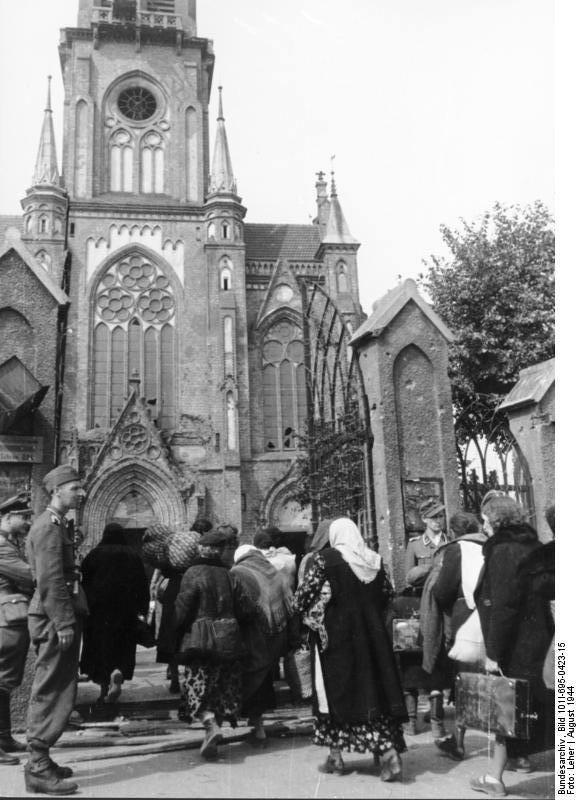
Warschauer Zivilisten, die an der Adalbertkirche zum Weitertransport nach Pruszków erfasst werden

Während des Warschauer Aufstandes und auch nach seiner Niederschlagung wurde aus Warschau und den anliegenden Ortschaften ein Großteil der Zivilbevölkerung ausgesiedelt. Dazu wurde – folgend der schrittweisen Rückeroberung einzelner Stadtteile durch die deutschen Einheiten – die Bevölkerung an zentralen Sammelpunkten in der Stadt zusammengetrieben. Die zwei wichtigsten Sammelstellen auf dem westlichen Weichselufer waren bei der
Adalbertkirche (Kościół św. Stanisława Biskupa) in der ul. Wolska sowie auf dem Zieleniak-Gemüsemarkt an der Kreuzung ul. Opaczewska und ul. Grójecka im Stadtteil Ochota eingerichtet. Weitere Sammelplätze befanden sich in Okęcie, auf der Pferderennbahn Służewiec, im Sokolnicki-Fort der Zitadelle Warschau sowie am Waisenheim „Nasz Dom“ in Bielany. Von diesen Sammelplätzen wurden die Bewohner in großen Gruppen zu nahegelegenen Bahnhöfen (im Falle der Adalbertkirche war das der Westbahnhof/Dworzec Zachodni), wo sie in Waggons verladen wurden, die dann bis zum Bahnhof in Włochy fuhren. Von dort gelangten sie in das Lager in Pruszków, Endstation war die Haltestelle Tworki etwa zwei Kilometer vom Lager entfernt. Von dort aus mussten die Gefangenen zu Fuß und unter Bewachung zum Lager marschieren.
Der überwiegende Teil der ausgesiedelten Bevölkerung wurde in das Durchgangslager 121 geleitet. Seit Oktober 1944 wurden Vertriebene auch in kleineren Lagern in Ursus, Piastów, Ożarów und Włochy untergebracht. Aus Warschau wurden etwa 550.000 Personen und weitere 100.000 Menschen aus den anliegenden Ortschaften über das Dulag 121 ausgesiedelt.
Der Lageraufenthalt dauerte meist nicht länger als eine Woche. In dieser Zeit führte das Lagerpersonal die Selektionen durch, die über das weitere Schicksal der Festgehaltenen entschieden: Abtransport von Arbeitsunfähigen ins Generalgouvernement, Transport der Arbeitsfähigen ins Reichsgebiet zur Zwangsarbeit oder die Deportation in ein Konzentrationslager.
In neun mit Stacheldraht umzäunten Baracken wurden zwischen August 1944 und Januar 1945 insgesamt rund 650.000 Menschen festgehalten. Am 27. September konnten die deutschen Truppen den Stadtteil Mokotów zurückerobern; 12.000 dort in Gefangenschaft gehende Soldaten der Polnischen Heimatarmee wurden in das Dulag verbracht. Kurz darauf kamen die aus Mokotów vertriebenen Zivilisten nach Pruszków. In Folge der Kapitulation der Heimatarmee wurden ab dem 2. Oktober rund 150.000 Einwohner der Warschauer Innenstadt eingeliefert. Züge mit Vertriebenen fuhren das Lager im Stundentakt an. Die Überbelegung in den schmutzigen und stickigen Hallen und die schlechten hygienischen Bedingungen führten zur Ausbreitung von Seuchen. Es herrschte Mangel an Wasser und Toiletten; Todesfälle unter kranken Erwachsenen und Kindern wurden von den deutschen Besatzern als „natürliche Auslese“ bezeichnet.
Die Lagerküche hatte durchschnittlich 20.000–25.000 Menschen zu versorgen. Dazu arbeiteten hier fast ununterbrochen bis zu 400 Personen. Die Insassen erhielten vorwiegend Suppe, Erwachsene auch Brot und Ersatzkaffee, Kinder bekamen Milchgerichte.
Am 20. August 1944 besuchte der Warschauer Bischof Antoni Szlagowski das Lager; kurz darauf wurde er selbst im benachbarten Milanówek interniert. Im September 1944 war Bach-Zelewski anwesend. Nach den beiden Besuchen stimmte die Lagerleitung einer seelsorgerischen Betreuung der Insassen durch katholische Geistliche zu. In Halle 2 wurde ein Altar aufgestellt, an dem am 10. September 1944 der erste Gottesdienst gefeiert wurde. Neben mehreren Priestern unterstützten auch Nonnen der Benediktinerinnen, der Ursulinen, der Vinzentinerinnen, der Schwestern unbefleckten Empfängnis und der Maria Magdalena die Gefangenen.

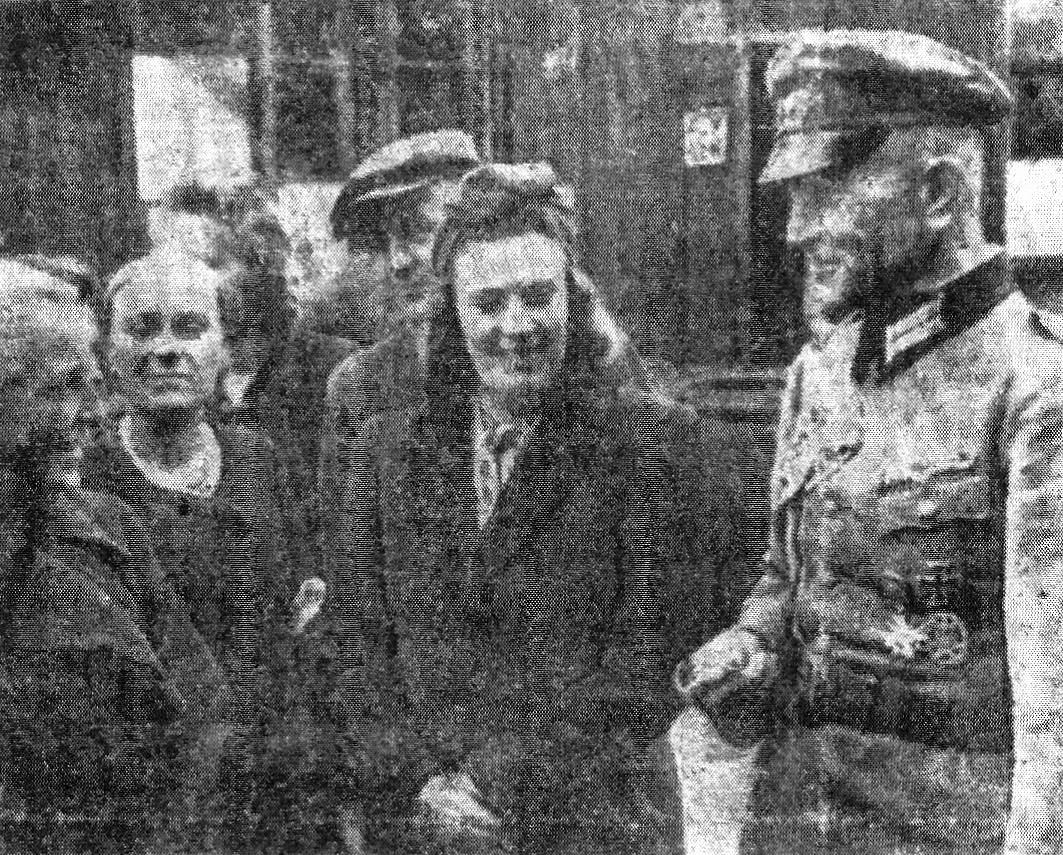
Lagerkommandant Kurt Sieber bei einer Kücheninspektion
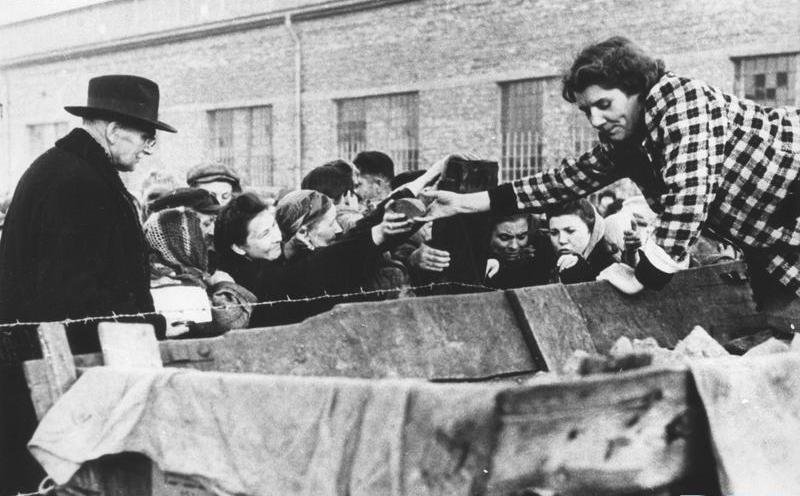
Bischof Szlagowski besuchte das Lager im August 1944
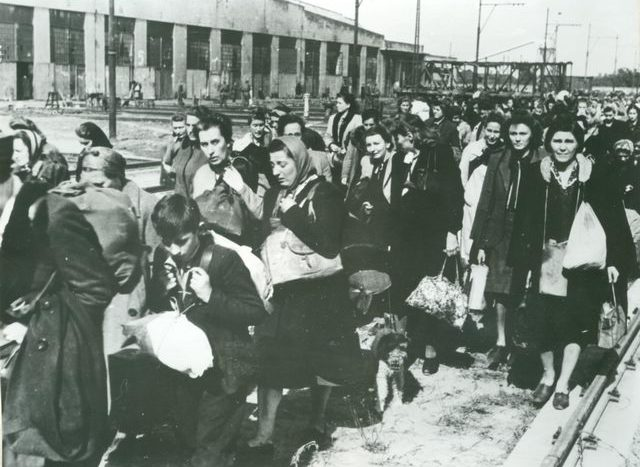
Weibliche Lagerinsassen auf dem Weg zur Verladung
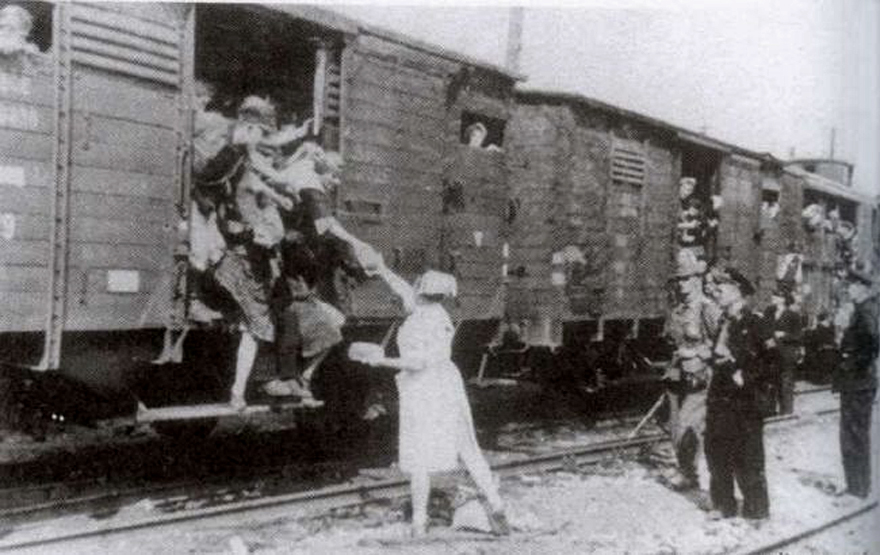
Abtransport aus Pruszków

Da Aufzeichnungen der deutschen Besatzer nicht mehr existieren, schwanken die Angaben zur Anzahl der Insassen und deren Verbleib nach den Selektionen erheblich. 100.000–150.000 arbeitsfähige Inhaftierte wurden per Viehzugwaggons in Transitlager für Zwangsarbeiter im Reich verbracht. Vorwiegend handelte es sich um jüngere Männer und Frauen, teilweise auch Mütter mit Kindern. Diese Personen wurden in Fabriken, auf landwirtschaftlichen Betrieben oder in Arbeitslagern eingesetzt. Rund 300.000 Lagerinsassen, die nicht mehr arbeitsfähig waren (darunter Verwundete und Kranke, Behinderte, Schwangere und Alte) wurden unter der Verwaltung des Generalgouvernements in Gegenden um Łowicz, Sochaczew, Jędrzejów, Końskie, Częstochowa, Wolbrom, Krakau, Kielce, Tarnów oder Podhale transportiert.
50.000–60.000 Insassen des Dulags wurden in verschiedene Konzentrationslager weitergeleitet: Buchenwald, Mauthausen, Stutthof, Auschwitz, Sachsenhausen, Oranienburg, Ravensbrück, Groß-Rosen, Neuengamme, Flossenbürg und Dachau. Etwa 13.000 Erwachsene und Kinder gelangten nach Auschwitz. Die meisten der Betroffenen erlebten das Kriegsende nicht. Tausenden von Dulag-Insassen gelang aber auch die Flucht. Andere wurden aus dem Lager entlassen.

### Internationales Rotes Kreuz

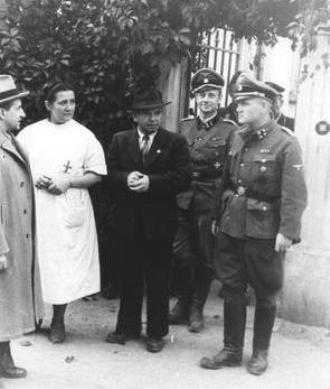
SS-Sturmbannführer Gustav Diehl mit dem Leiter der Delegation des Roten Kreuzes, Paul Wyss (in Bildmitte)

Am 25. August 1944 sendete der Radiosender der Warschauer Aufständischen einen Aufruf an das Internationale Rote Kreuz, den Lagerinsassen in Pruszków zu helfen. In dem Zusammenhang ordnete Diehl Vertreter des RGO an, eine Bestätigung über die ordnungsgemäße Führung des Lagers mit angemessener Versorgung der Insassen auszustellen. Eine Verweigerung hätte zum Austausch des RGO-Personals geführt.
Am 13. September 1944 trafen Rote-Kreuz-Lieferungen mit Lebensmitteln und Medikamenten ein. Sie waren per Bahn aus der Schweiz über Krakau geschickt worden. Als Vertreter des Internationalen Komitees des Roten Kreuzes (Delegation Berlin) besichtigten der Schweizer Arzt Paul Wyss und der schwedische Pfarrer Sven Hellqist das Dulag am 17. und 18. September. Begleitet wurden sie von einem Vertreter des Deutschen Auswärtigen Amtes. Da kurz vor dem angekündigten Besuch das Lager gereinigt und die Versorgung verbessert worden war, fiel der anschließende Bericht von Wyss befriedigend aus. Wesentliche Kritik übte er an der Familientrennung.

### Einstellung des Lagerbetriebs
Gegen Ende des Jahres 1944 wurde die Funktion des Durchgangslagers eingestellt; die letzten Wehrmachtssoldaten verließen die Anlage am 12. Dezember 1944. Kasernen und Krankenstation wurden geschlossen; nur die Ärztin Bielecka und einige Krankenschwestern verblieben noch im Komplex. Für einige Wochen wurden auf dem Gelände nur noch kleinere Gruppen von Polen, die auf Razzien (z. B. bei Nichtvorhandensein einer gültigen Kennkarte) verhaftet worden waren, festgehalten. Infolge des Vormarsches der Roten Armee wurde die Anlage am 16. Januar 1945 von den Deutschen endgültig geräumt.

## Heute
Nach dem Krieg wurde der Komplex wieder zur Instandsetzung von Eisenbahnwaggons verwendet und war der größte Arbeitgeber in Pruszków. Anlässlich des Todes von Hồ Chí Minh trug das Unternehmen seit 1969 als Zusatz den Namen des vietnamesischen Politikers. 1997 wurde der Betrieb eingestellt. 1998/1999 erfolgte der Verkauf von ZNTK an eine private Investorengruppe (Hauptaktionär ist die niederländische Cajamarca Holland B.V.) verkauft. Die Anlage wird seitdem als Dienstleistungs-Logistikzentrum unter der Marke Millennium Logistic Park geführt. Auf 43 Hektar steht Kunden für den Betrieb von Lager, Warenumschlag und Leichtproduktion eine Gesamtnutzfläche von rund 170.000 Quadratmetern zur Verfügung. Die Anlage verfügt über Gleisanschluss und eine Zollstation. Im Jahr 2007 kam es zur Umfirmierung – aus ZNTK w Pruszkowie S.A. wurde MLP Group S.A. Das Zentrum in Pruszków (MLP Pruszków I) war das erste Projekt der MLP Gruppe, heute (2019) betreibt sie in Polen sechs weitere Logistikzentren. Rund 50 Unternehmen haben sich in MLP Pruszków I angesiedelt und beschäftigen am Standort etwa 3000 Mitarbeiter.
Verschiedene historische Bauten in dem heutigen Logistikzentrum stehen unter Denkmalschutz. Dazu gehören Vorkriegsgebäude der ZNTK sowie im Krieg errichtete Vorrichtungen, wie noch erhaltene Wachtürme und ein Stahlbunker im ehemaligen Eingangsbereich. Zu den 1999 in das Denkmalschutzregister eingetragenen Objekten gehört auch das Fragment eines Gleisanschlusses sowie eine nach dem Krieg errichtete Gedenkstätte für die Opfer der Vertreibung und des Dulags. Von den vier erhaltenen Wachtürmen wurden 1999 nur drei geschützt. Im Jahr 2009 kam es zu einer öffentlichen Diskussion über den Abriss eines Teilstückes der ehemaligen Lagermauer an diesem Wachturm. Da neben dem Turm eine Tankstelle errichtet wurde, entschied der Eigentümer, gegen den Widerspruch von Historikern rund 150 Meter Mauer zu entfernen.

## Lagerstruktur
Das Lager umfasste ein Gebiet von etwa 50 Hektar. Es war von einer Betonmauer mit Wachtürmen umschlossen. Auf dem Gelände befindliche vormalige Fabrikations- und Werkstatthallen, Bürogebäude und andere Zweckbauten wurden für den Lagerbetrieb umgewidmet. Die großen Hallen wurden durchnummeriert und dienten als Unterkünfte für die Insassen.
In Baracke Nr. 1, der ehemaligen Halle für Werkstatt-Fahrzeuge wurden die Insassen untergebracht, die nicht für Arbeitseinsätze geeignet waren und in das Generalgouvernement deportiert werden sollten. Baracke Nr. 2, in der vormals technische Dienstleistungen erbracht wurden, nutzte die Lagerleitung als ambulante Krankenstation (Westteil) und als provisorisches Krankenhaus (Ostteil). Das Krankenhaus bestand aus sechs Räumen, von denen drei mit Pritschen ausgestattet waren. Die Baracke Nr. 3 war die Schmiede, hier wurden früher Straßenbahnen instand gesetzt. Als Bestandteil des Lagers kamen hier zunächst zur Zwangsarbeit im Reich vorgesehene Familien hin; später waren es nur noch Männer. In Baracke Nr. 4, der ehemaligen Maschinenwartungshalle waren die zur Zwangsarbeit vorgesehenen Frauen untergebracht.

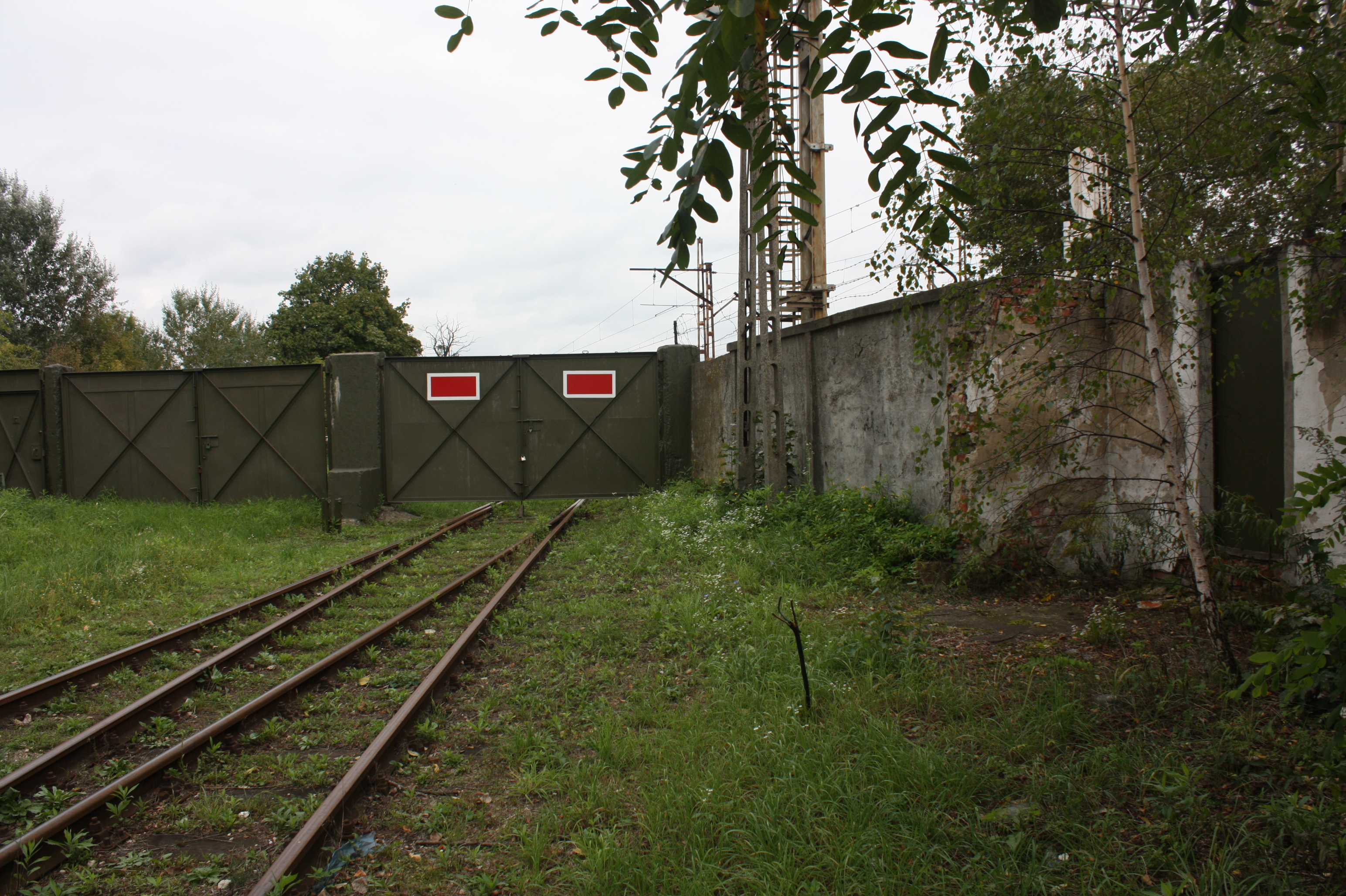
Eisenbahnzufahrt Tor XIV
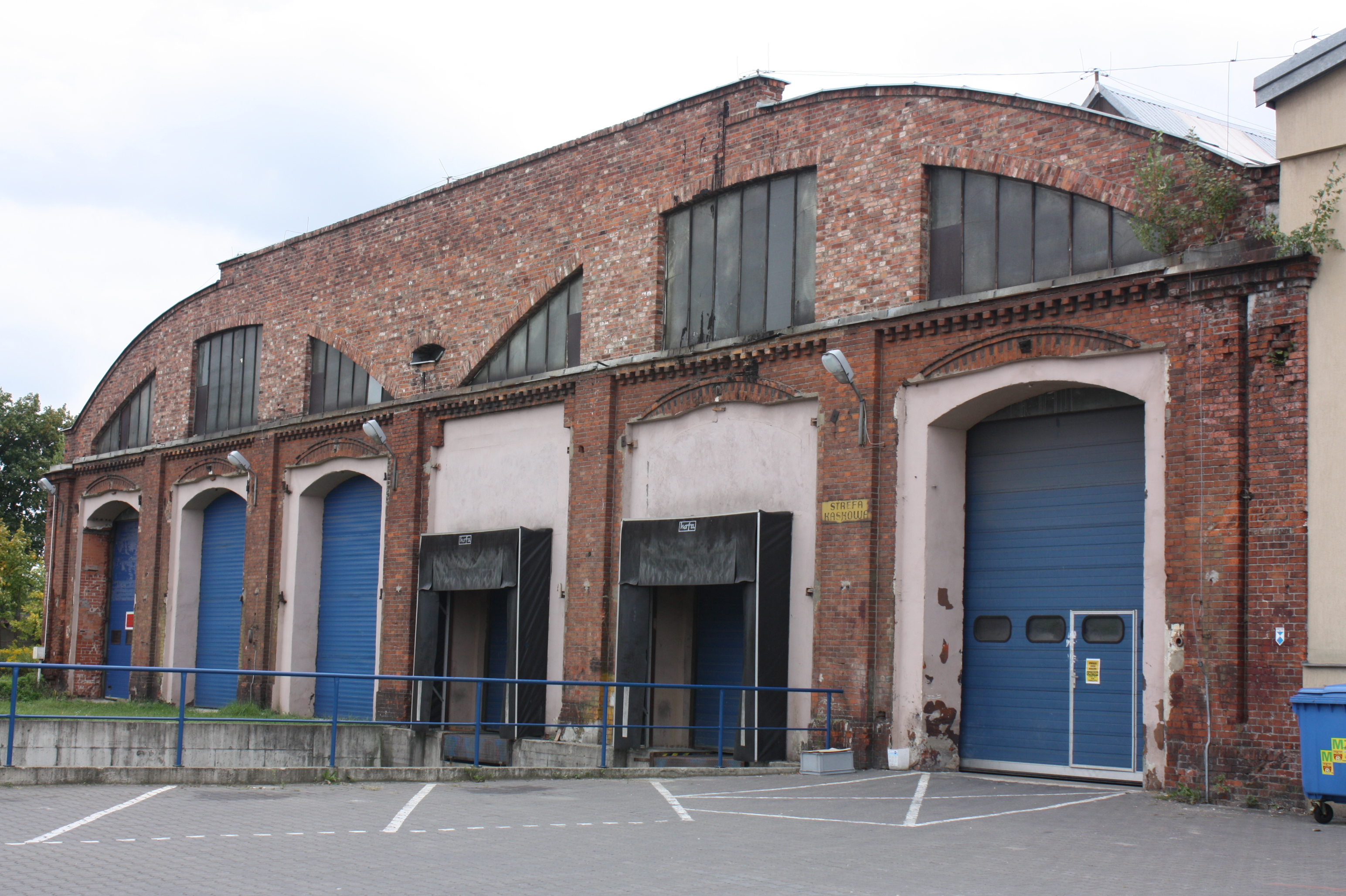
Ehemalige Werkstatt für Güterwaggons, errichtet 1927
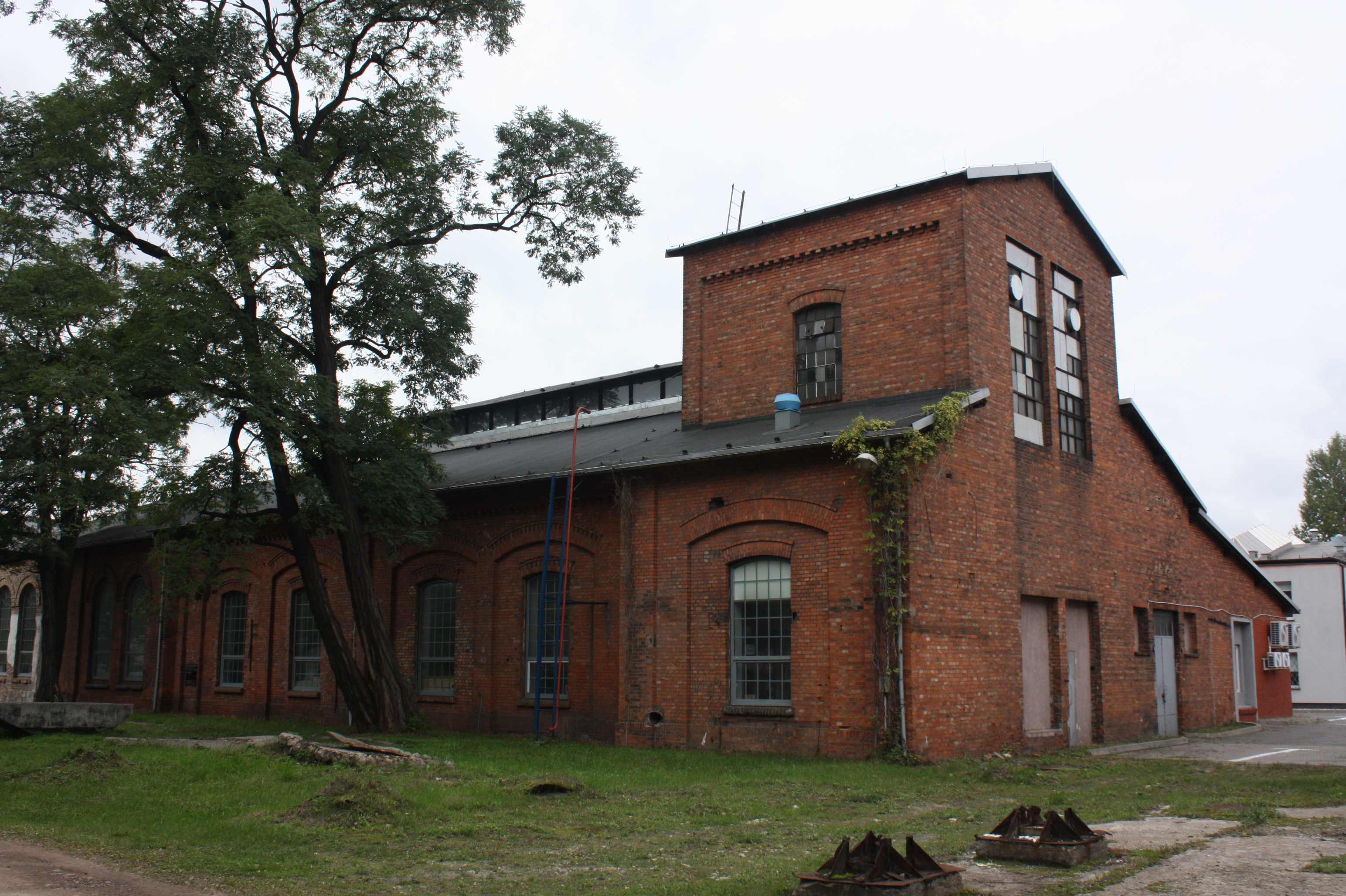
Ehemalige Gießerei, errichtet 1929
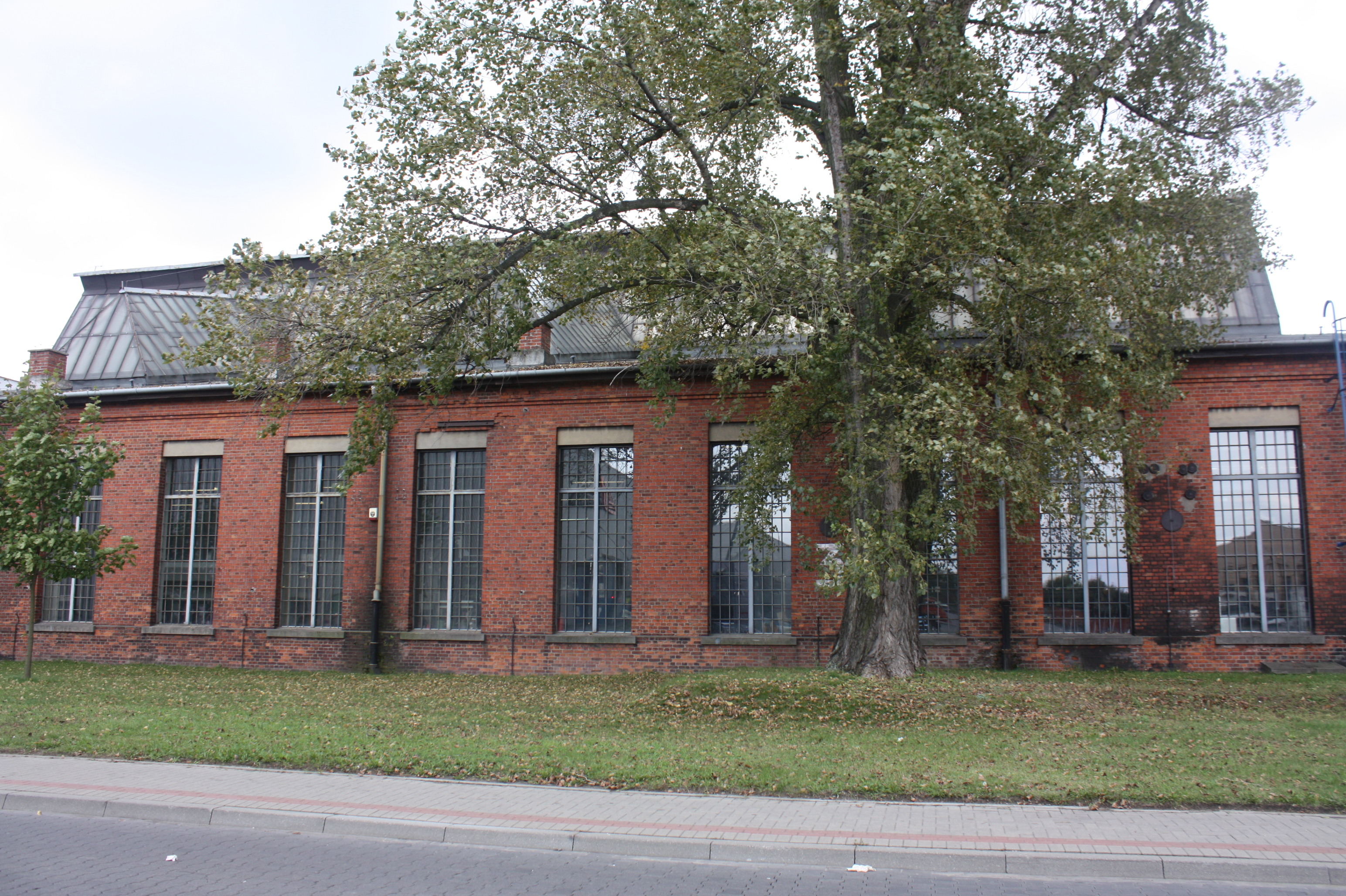
Ehemalige Schmiede, errichtet 1929

Das größte Gebäude war Baracke Nr. 5. Die vormalige Halle für Eisenbahnwaggon-Instandsetzungen umfasste eine Fläche von rund 5000 Quadratmetern. In der Baracke wurden Neuankömmlinge (Männer, Frauen und Kinder) untergebracht, die noch nicht selektiert waren. Im ehemaligen Depot, der Baracke Nr. 6, wurden unter strenger Bewachung die Männer gefangengehalten, die in Konzentrationslager deportiert werden sollten. Baracke Nr. 7 war die Zimmermannshalle, die im Krieg vorübergehend als Kaserne genutzt, und in der nach der Niederschlagung des Warschauer Aufstandes festgenommene Kämpfende aus den Warschauer Stadtbezirken Mokotów und Żoliborz eingewiesen wurden. Die Baracke Nr. 8 war das ehemalige Materiallager, welches als provisorisches Krankenhaus für verwundete Aufständische genutzt wurde.
Im ehemaligen Lagergebäude wurde ein Lebensmittel-Lager eingerichtet. In einem weiteren Gebäude (10) befand sich die Lagerküche. Das Haus der Gebrüder Jabłkowski stand den sogenannten Arbeitskommandos zur Verfügung, die unter deutscher Bewachung zur Zerstörung und Plünderung Warschaus eingesetzt waren. Im ursprünglichen Schulgebäude für Eisenbahner waren die Einheiten der deutschen Wehrmacht einquartiert. Im vormaligen Büro der Werkstätten befanden sich die Polizeitruppen. In einigen Waggons waren Büros der Gestapo eingerichtet. Der Lagerkommandant und der Leiter des Arbeitsamtes wohnten im „Gärtnerhaus“. Familienangehörige des deutschen Personals lebten in den zu den Werkstätten gehörenden Wohngebäuden.

## Verstorbene Insassen
- Stanisław Żukowski (1873–1944), polnischer Impressionist und Mitglied der russischen Künstlervereinigung Mir Iskusstwa

## Gedenkstätte
Die zentrale Gedenkstelle liegt in der Mitte des heutigen Logistikparkes. Ein Zugang ist durch das Museum möglich. Vor der früheren Baracke 5 wurde an einem historischen Gleisanschluss eine Betonplattform um einen Baum errichtet. Halle und Plattform tragen die Inschrift

„Durchgangslager 121 Pruszków

 6. VIII – 5. XI 1944

 Tędy przeszła Warszawa

 (Hierhin ist Warschau gegangen)

 Ta hala, to drzewo świadkami tragedii 1944 r.

 (Diese Halle und dieser Baum sind Zeugen der Tragödie von 1944)“

Auf beiden Seiten der Plattform tragen große Steinblöcke die Namen der Warschauer Stadtteile mit dem jeweiligen Datum, an dem die Bevölkerung von dort vertrieben wurde. Auf einer gegenüberliegenden Gedenkstätte wird in Gedichtform der verwundeten oder getöteten Helfer der Lagerinsassen gedacht:

„Bohaterom i męczennikom Warszawy,
 
 którzy daninę bólu, krwi i życia

 złożyli Ojczyźnie w obozie

 (Den Helden und Märtyrern Warschaus,

die mit der Gabe von Leid, Blut und Leben

ihrem Vaterland im Lager dienten)“

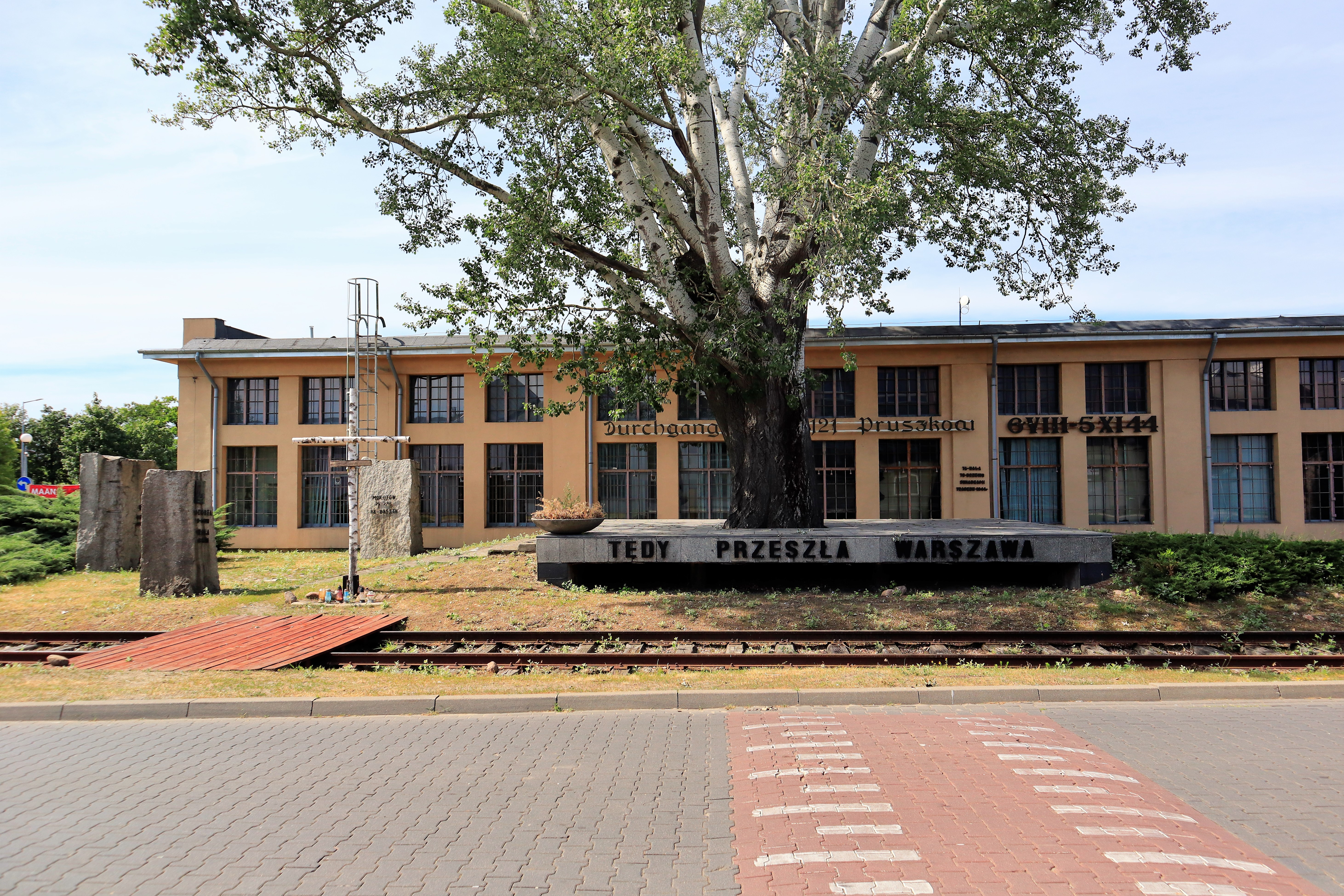
Zentrale Gedenkstelle im heutigen Logistikpark
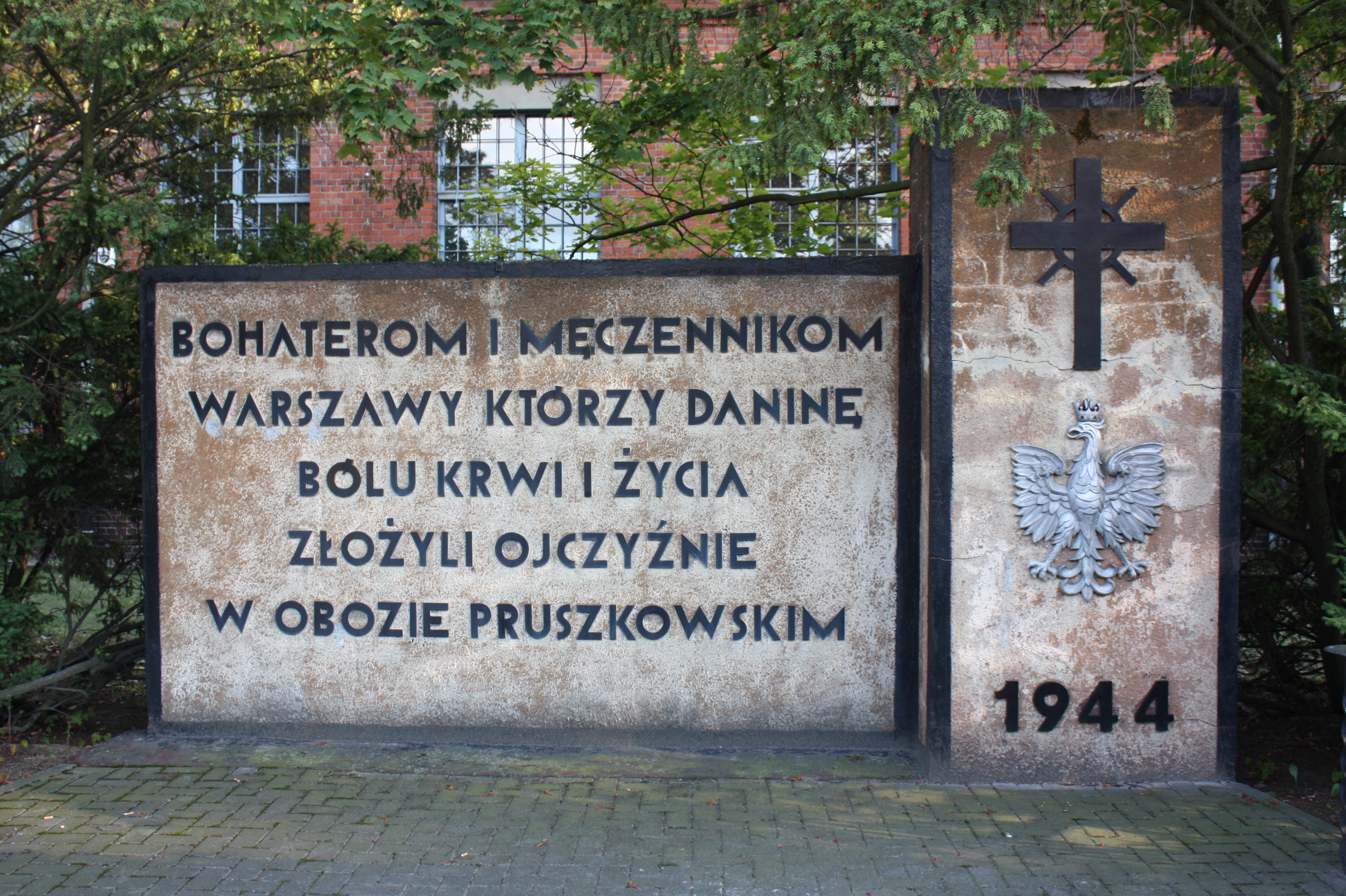
Heldengedenkstätte
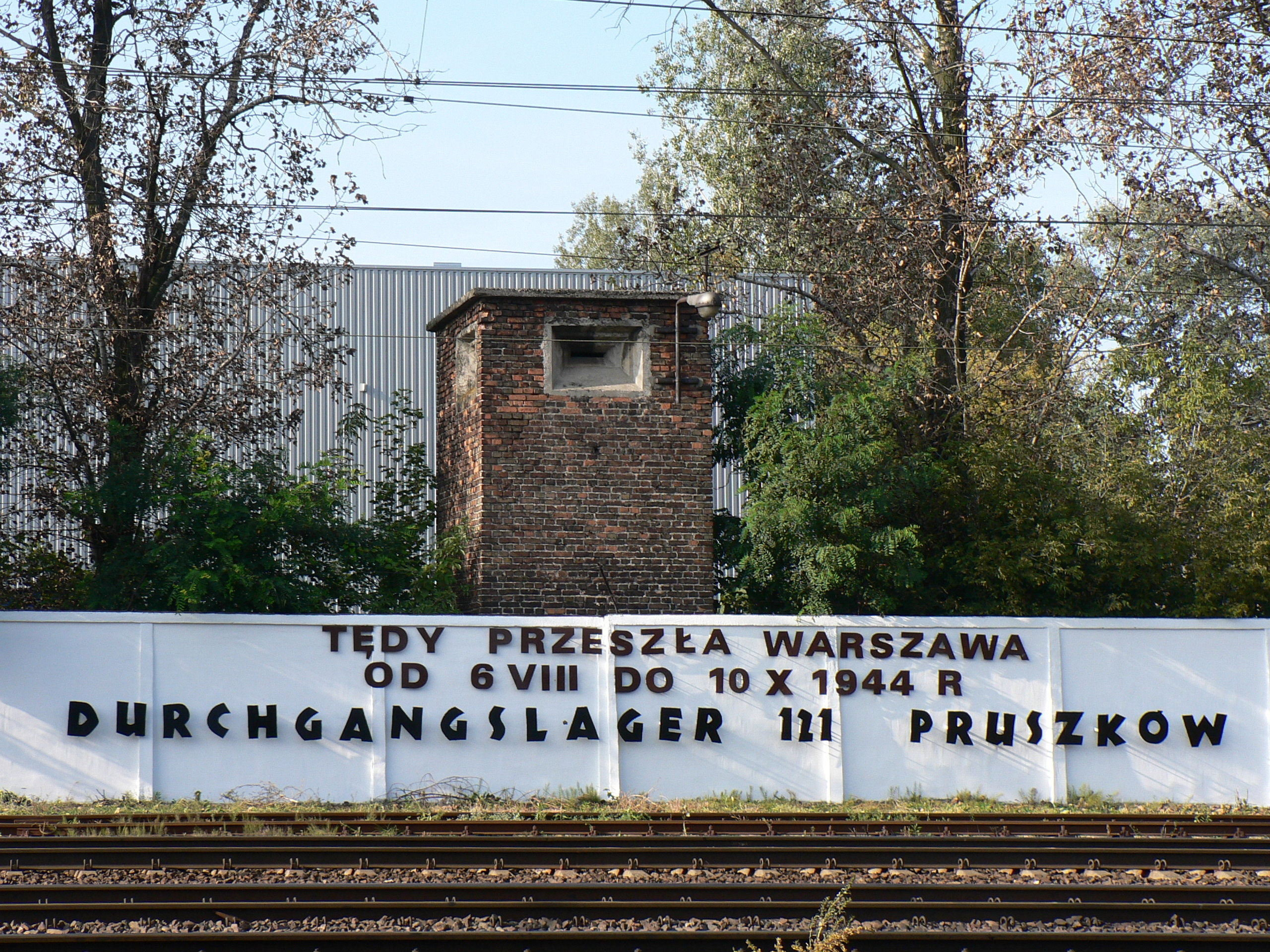
Inschrift auf Mauer am Wachturm III
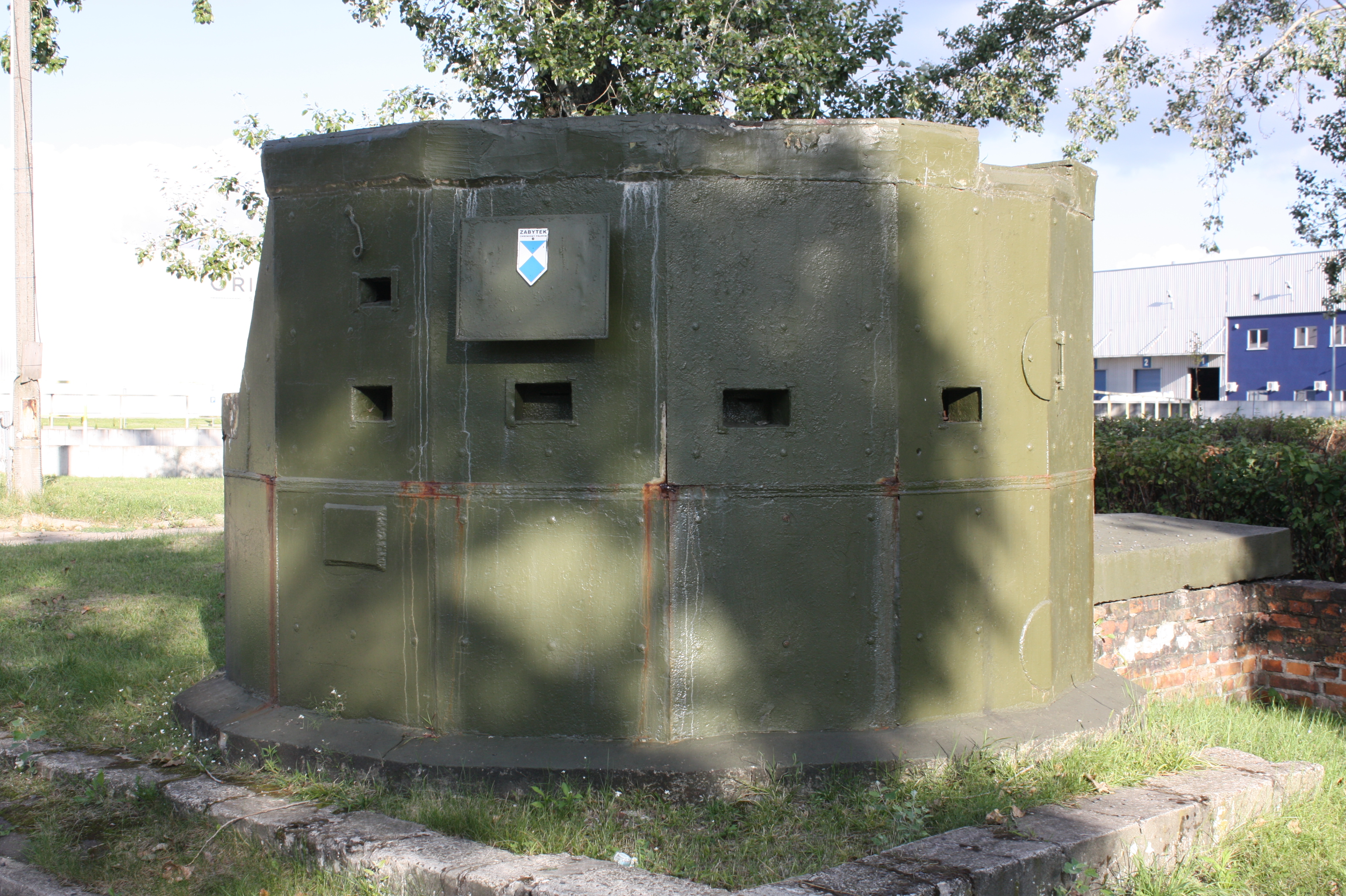
Wachbunker aus Teilen eines ehemaligen Panzerartillerie-Zugwaggons

## Museum
An der Ulica 3. Maja 8a in Pruszków befindet sich das Museum Dulag 121. Für die Ausstellung wurde am Rande des ehemaligen Lagergeländes ein kleines, zweigeschossiges Gebäude in Ziegelbauweise mit Hallenanmutung errichtet. Die Kosten betrugen 800.000 Złoty. Die Grundsteinlegung erfolgte am 2. Oktober 2009, die Eröffnung am 1. Oktober 2010; Bauherr war der Starost, Schirmherr der damalige Sejmmarschall und spätere Präsident Polens, Bronisław Komorowski.
Die Ausstellung erinnert an das Schicksal der vertriebenen Warschauer und die Hilfsbereitschaft der Bewohner von Pruszków, die – teilweise unter Lebensgefahr – den Gefangenen des Durchgangslagers halfen. Sie besteht aus fünf Teilen: „Warschauer Aufstand“, „Exodus aus Warschau“, „Funktionsweise des Dulag 121“, „Hilfe für das Lager“ und „Die letzten Monate des Lagers“. Die moderne, multimediale Ausstellung präsentiert Fotogramme, Andenken, Dokumente, Mappen, Hörstationen mit Zeitzeugeninterviews, Multimediastationen mit Lebensbeschreibungen und Zeitungsartikel. Zu sehen sind auch ein Dokumentarfilm über das Lager und ein Modell des Dulag 121 im Maßstab 1:160.

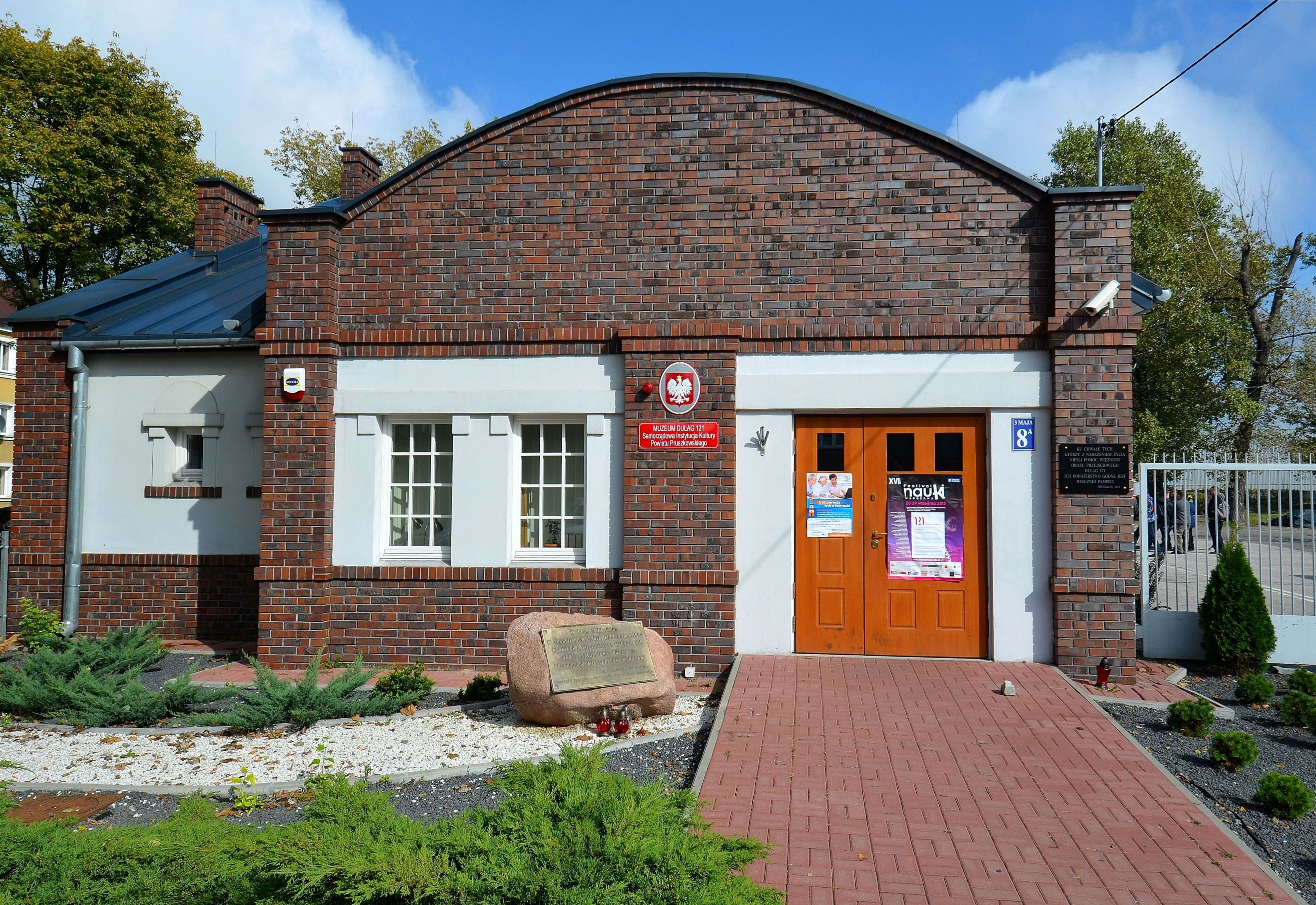
Frontseite des Museums
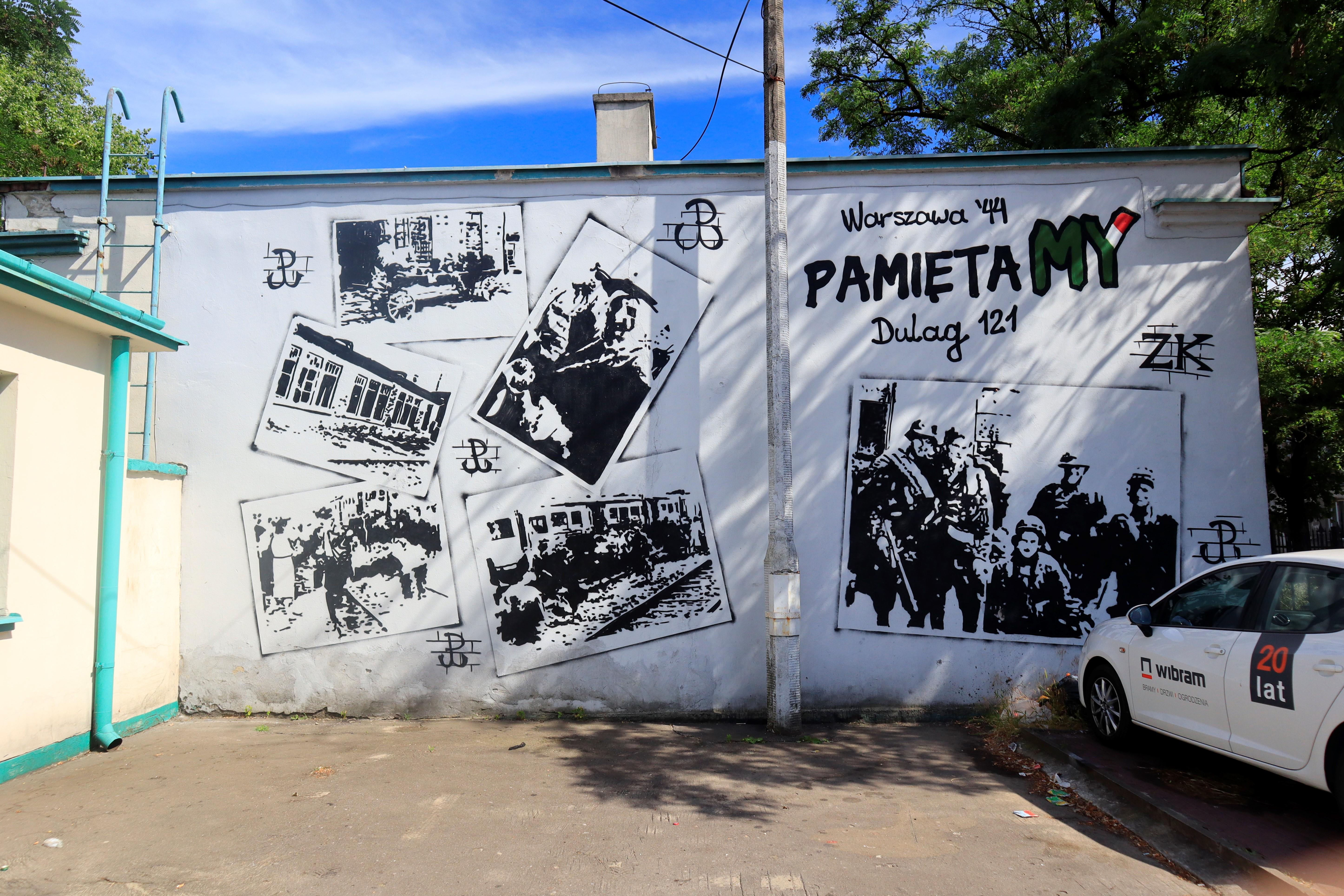
Wandmalerei an einem Nebengebäude
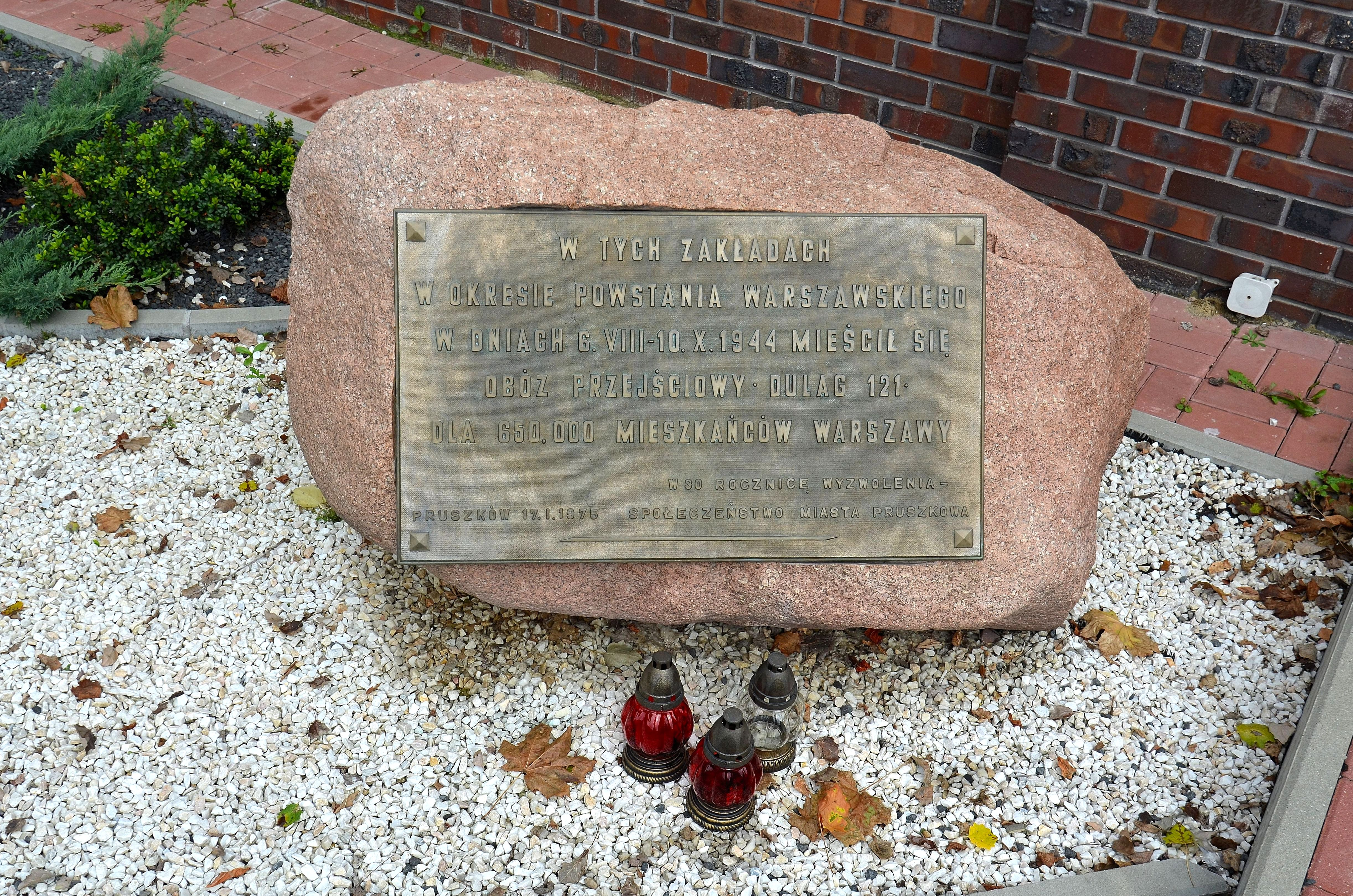
Informationstafel vor dem Museum
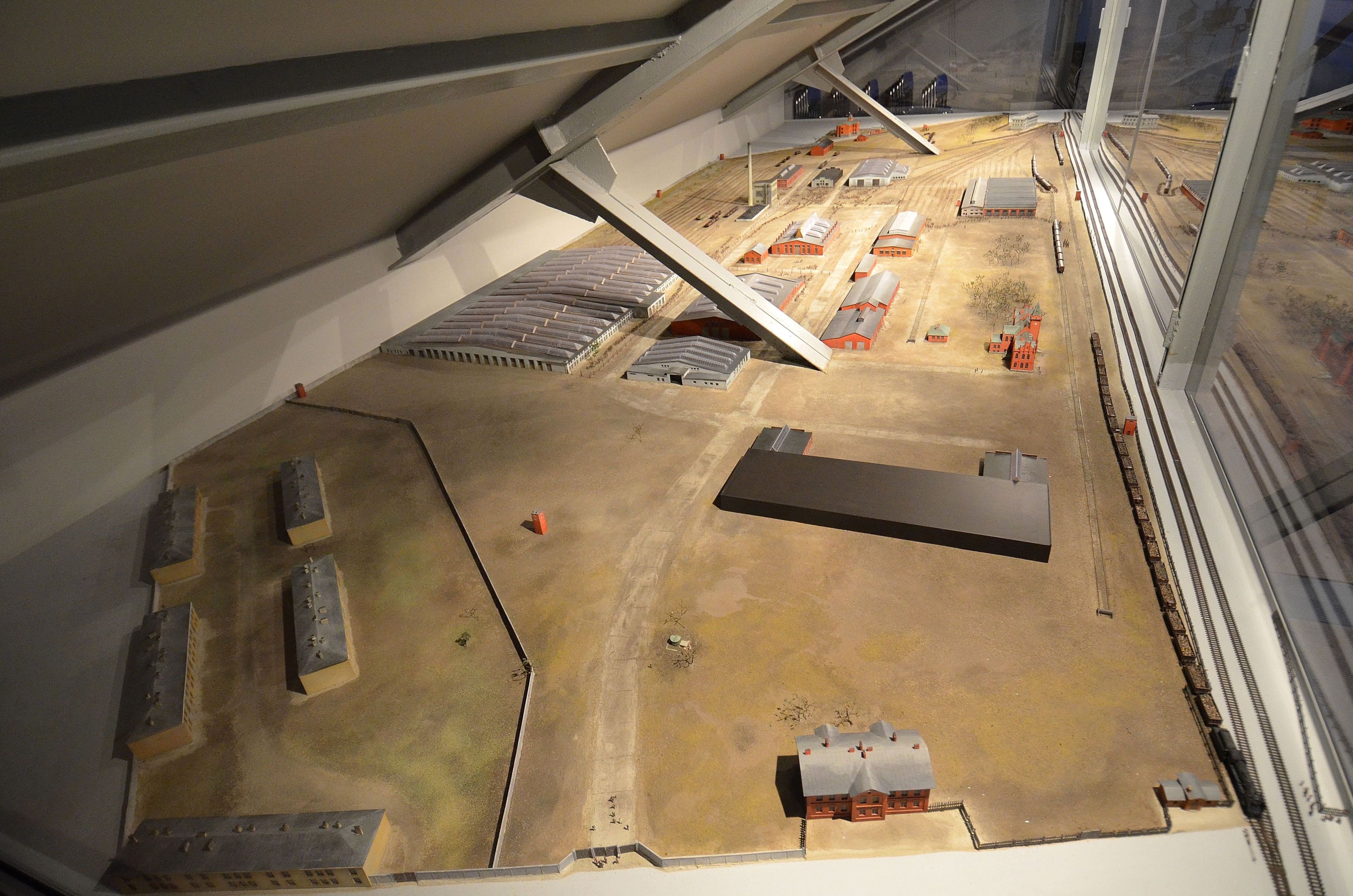
7,5 Meter-Modell des Lagers im Maßstab 1:160 mit 4.000 Figuren